# U.S. Men's Clay Court Championships 2008 - Qualificazioni singolare
Le qualificazioni del singolare  dell'U.S. Men's Clay Court Championships 2008 sono state un torneo di tennis preliminare per accedere alla fase finale della manifestazione. I vincitori dell'ultimo turno sono entrati di diritto nel tabellone principale. In caso di ritiro di uno o più giocatori aventi diritto a questi sono subentrati i lucky loser, ossia i giocatori che hanno perso nell'ultimo turno ma che avevano una classifica più alta rispetto agli altri partecipanti che avevano comunque perso nel turno finale.
Le qualificazioni del torneo U.S. Men's Clay Court Championships  2008 prevedevano 14 partecipanti di cui 4 sono entrati nel tabellone principale.

## Teste di serie
1. Diego Hartfield (Qualificato)
2. Harel Levy (Qualificato)
3. Fernando Vicente (Qualificato)
4. Phillip King (primo turno)

1. Franco Skugor (ultimo turno)
2. Chris Wettengel (ultimo turno)
3. Alexander Reichel (ultimo turno)
4. Scott Lipsky (ultimo turno)

## Qualificati
1. Diego Hartfield
2. Harel Levy

1. Fernando Vicente
2. Ryan Harrison

## Tabellone

### Legenda
| - Q = Qualificato - WC = Wild card - LL = Lucky loser | - ALT = Alternate - SE = Special Exempt - PR = Protected Ranking | - w/o = Walkover - r = Ritirato - d = Squalificato |

### Sezione 1
|  | Primo turno | Primo turno   | Primo turno   | Primo turno | Primo turno |  |  | Ultimo turno | Ultimo turno    | Ultimo turno | Ultimo turno | Ultimo turno |  |
|  |             |               |               |             |             |  |  |              |                 |              |              |              |  |
|  |             |               |               |             |             |  |  |              |                 |              |              |              |  |
|  |             |               |               |             |             |  |  | 1            | Diego Hartfield | 6            | 3            | 6            |  |
|  | 5           | Franco Skugor | Franco Skugor | 6           | 6           |  |  | 5            | Franco Skugor   | 2            | 6            | 3            |  |
|  |             | Sydney Jim    | Sydney Jim    | 1           | 1           |  |  |              |                 |              |              |              |  |

### Sezione 2
|  | Primo turno | Primo turno         | Primo turno         | Primo turno | Primo turno |  |  | Ultimo turno | Ultimo turno | Ultimo turno | Ultimo turno | Ultimo turno |  |
|  |             |                     |                     |             |             |  |  |              |              |              |              |              |  |
|  |             |                     |                     |             |             |  |  |              |              |              |              |              |  |
|  |             |                     |                     |             |             |  |  | 2            | Harel Levy   | 7            | 63           | 6            |  |
|  | 8           | Scott Lipsky        | Scott Lipsky        | 6           | 6           |  |  | 8            | Scott Lipsky | 5            | 7            | 2            |  |
|  |             | Evghenii Corduneanu | Evghenii Corduneanu | 2           | 2           |  |  |              |              |              |              |              |  |

### Sezione 3
|  | Primo turno | Primo turno      | Primo turno      | Primo turno | Primo turno |  |  | Ultimo turno | Ultimo turno     | Ultimo turno     | Ultimo turno | Ultimo turno |  |
|  |             |                  |                  |             |             |  |  |              |                  |                  |              |              |  |
|  | 3           | Fernando Vicente | Fernando Vicente | 6           | 6           |  |  |              |                  |                  |              |              |  |
|  |             | Jim Thomas       | Jim Thomas       | 3           | 2           |  |  | 3            | Fernando Vicente | Fernando Vicente | 6            | 6            |  |
|  | 6           | Chris Wettengel  | 4                | 6           | 2           |  |  | 6            | Chris Wettengel  | Chris Wettengel  | 3            | 3            |  |
|  |             | Patrick Briaud   | 6                | 2           | 0r          |  |  |              |                  |                  |              |              |  |

### Sezione 4
|  | Primo turno | Primo turno       | Primo turno       | Primo turno | Primo turno |  |  | Ultimo turno | Ultimo turno      | Ultimo turno      | Ultimo turno | Ultimo turno |  |
|  |             |                   |                   |             |             |  |  |              |                   |                   |              |              |  |
|  |             | Ryan Harrison     | Ryan Harrison     | 6           | 6           |  |  |              |                   |                   |              |              |  |
|  | 4           | Phillip King      | Phillip King      | 1           | 2           |  |  |              | Ryan Harrison     | Ryan Harrison     | 6            | 6            |  |
|  | 7           | Alexander Reichel | Alexander Reichel | 6           | 6           |  |  | 7            | Alexander Reichel | Alexander Reichel | 1            | 4            |  |
|  |             | Harry Fowler      | Harry Fowler      | 3           | 0           |  |  |              |                   |                   |              |              |  |